# Malmgreniella dayi
Malmgreniella dayi är en ringmaskart som beskrevs av Pettibone 1993. Malmgreniella dayi ingår i släktet Malmgreniella och familjen Polynoidae. Inga underarter finns listade i Catalogue of Life.